# Álvaro de Bazán (F-101)
Фрегат «Альваро де Басан» (ісп. «Alvaro de Bazan» (F-101)) — головний корабель серії з п'яти кораблів однойменного типу, побудований на іспанських корабельнях за закордонними проєктами для ВМС Іспанії. Порт приписки — Ферроль.

## Назва
Корабель отримав назву на честь адмірала Альваро де Басана, який був одним з найвидатніших моряків в світі (народився 12 грудня 1526, Гранада, Іспанія — помер 9 лютого 1588, Лісабон, Португалія).

## Будівництво
Фрегат «Альваро де Басан» був побудований на корабельні Izar (Ізар), яка з 1 січня 2005 була перейменована в Navantia у Ферролі, відповідно до контракту від 31 січня 1997 року. Закладено 14 червня 1999 року. Спущений на воду 31 жовтня 2000 року. Введено в експлуатацію 19 вересня 2002 року.

## Бойова служба
У період з вересня 2005 року по березень 2006 року фрегат входив до складу бойової групи авіаносця USS «Theodore Roosevelt», який був розгорнутий в Перській затоці. Це розгортання стало першим для кораблів ВМФ Іспанії в рамках американської морської бойової групи.
У березні 2007 року став першим іспанським кораблем, який відвідав Австралію, зробивши кілька візитів в порти країни.
29 вересня 2011 вийшов зі своєї бази в Ферролі і приєднався до операції морського спостереження «Unified Protector» (Міжнародна військова операція в Лівії), після падіння режиму Муаммара Каддафі повернувся до військово-морської бази Рота.
10 березня 2012 року залишив порт Рота і приєднався до групи SNMG-1, у складі якої взяв участь в навчаннях у Середземному морі.
У грудні 2013 року разом з Фрегатом ВМС України «Гетьман Сагайдачний» та фрегатом ВМС Туреччини «Геліболу» розпочав патрулювання в Аденській затоці в рамках операції «Океанський щит».
У вересні 2014 року взяв участь у навчаннях «DACEX-14».
На початку березня 2007 року «Альваро де Басан» став першим іспанським військовим кораблем, який відвідав Австралію за 150 років. Розгортання включало кілька відвідувань портів, це було здійснено для підтримки прагнення Навантії розробити есмінець класу Хобарт для Королівського флоту Австралії . Корабель також відвідав Австралію в рамках першого обходу земної кулі іспанським військовим кораблем за останні 142 роки.
За повідомленням від 8 вересня 2015 року взяв участь у навчаннях «Dynamic Guard», в яких брали участь кораблі цільової групи SNMG-2 НАТО — фрегат FGS «Hamburg»(F 220) ВМС Німеччини, фрегат TCG «Yildirim»(F-243) ВМС Туреччини, а також корабель підтримки ESPS «Cantabria»(A 15) і фрегат ESPS «Канаріас» ВМС Іспанії.
28 січня 2016 року у складі першої постійної групи кораблів НАТО (SNMG-1) прибув із запланованим візитом до Лондона. 12 лютого прибув із запланованим візитом в Берген, Норвегія. 25 лютого у складі першої постійної групи кораблів НАТО (SNMG-1) прибув із запланованим візитом до Тронгейма, Норвегія. 21 травня прибув з візитом в Гельсінкі.
У липні 2020 року взяв участь в навчаннях «Сі Бриз-2020», також з групою кораблів НАТО (SNMG-2) завітав до порту Одеса.